# O Bracelete Partido
O Bracelete Partido é um livro de 2003 escrito por Gershon Kranzler.
A obra conta a história das famílias Grano e Zacuto na luta contra a Inquisição. Enquanto são perseguidos pelo rei da Espanha, os judeus de lá viviam num bairro fechado, chamado Sebastia. Como eram amigos de um dos membros do governo espanhol, a família Grano e o rabino Avraham Zacuto eram um dos pouquíssimos judeus que viviam fora da Sebastia.  De repente, uma forte epidemia ataca o bairro judeu, e Don Isaac de Grano, como um bom médico que é, larga a sua família para se voluntariar a ajudar os judeus afetados pela epidemia. Mal Isaac sabia que não veria sua família por um longo tempo.

## Personagens Principais
Rabino Avraham Zacuto: É irmão de Dona Mira e cunhado de Isaac de Grano. Era um dos poucos judeus religiosos da época, levando em conta que os judeus sofriam grande perseguição, o que os levava, muitas vezes, a se converter. O Rabino Avraham vê sua amada família se separar, quando os filhos de Dona Mira são sequestrados e Isaac vai atras deles. Toda essa situação o faz rezar para que tudo volte a ser como antes.
Don Isaac De Grano: Era um ótimo médico, marido de Dona Mira e pai de Samuel e Rachela. Foi chamado para socorrer muitas pessoas que sucumbiam devido a grande epidemia que se alastrava, e aceitou o convite com bravura. Quando voltou, recebeu a terrível noticia que seus filhos haviam sido sequestrados e levados. A partir desse momento, não descansou mais ate descobrir e encontrar seus filhos novamente.
Dona Mira: Era a Mãe de Rachela e Samuel, irma de Avraham e esposa de Isaac de Grano. Foi afetada pela grande epidemia que tomava conta da regiao, ficando a alguns passos da morte. Enquanto estava mal, seus filhos foramsequestrados, para aumentar mais sua dor. Ela nao foi atras deles, pois estava ainda debilitada.